# 萩原悠
萩原 悠（はぎわら ゆう、1990年9月25日- ）は、日本の俳優、ダンサー。茨城県出身。靴のサイズは26cm。アオイコーポレーション所属。

## 略歴・人物
- 2000年からダンス活動もしており、「D23 EXPO JAPAN 2015」や「ツルノヒトコエ～Cheers to a great 2016!!～」など、様々なイベントに出演している。ダンスのジャンルはHIP-HOP、JAZZなど[1][2]。

- 2017年2月に上演した、舞台「キスより素敵な手を繋ごう」で引きこもりの青年役を演じ[3]、2017年12月24日にテレビ朝日系で放送されたドラマスペシャル 松本清張「鬼畜」では刑事の役など[4][5]、様々な役柄を演じている。

- 2018年3月に上演される、極上文學 第12弾「風の又三郎・よだかの星」に具現師として全公演出演する[6][7]。

- 趣味は読書、ピアノ、岩盤浴、映画鑑賞をすること。好きなスポーツはバドミントン。

- 猫を飼っている。自身のオフィシャルブログにて、『愛猫との時間が何よりもまったりできて幸せです。』と綴っている[8]。
- ダンス仲間である市川絵美とYouTubeチャンネル『えみ＆ゆうダンスチャンネル』を立ち上げている。

## 出演

### テレビドラマ
- 連続ドラマW『両刃の斧』 第1話（2022年11月、WOWOW）- 青山の同僚警察官役
- 極主夫道（2020年11月、日本テレビ）- 碇（いかり）役
- 知らなくていいコト（2020年1月、日本テレビ）- 宇喜多実（うきたみのる）役
- ドラマBiz「ハル〜総合商社の女〜」 第4話(2019年11月、テレビ東京) - スターバーレーの社員 役
- 世にも奇妙な物語’19 秋の特別編「恋の記憶、止まらないで」(2019年11月、フジテレビ) - 番組スタッフ 役
- 開局55周年特別企画 ドラマBiz「ハラスメントゲーム」第4話 (2018年11月、テレビ東京) - 木俣 役
- ドラマスペシャル 松本清張「鬼畜」(2017年12月) - 吉田刑事 役
- キャリア～掟破りの警察署長～ 第2話（2016年10月） - メガネ 役
- はぐれ刑事純情派スペシャル（2006年12月）
- ワンハート〜この空の下で～（2003年1月）- 吹雪健太 役

### 舞台
- 短編朗読劇 BAlliSTAプロデュース IMPRESSION vol.16『手紙』（2022年6月25日・26日、こった創造空間） - 翔太 役
- 私の企画～impression～（2021年3月27日、NEPO吉祥寺）※YouTube活動を共に行っている市川絵美と出演
- 『ドクター・ブルー』～いのちの距離～（2021年1月23日 - 2月7日、横浜・KAAT神奈川芸術劇場 / 2月13日・14日、名古屋・御園座 / 2月26日 - 28日、大阪・NHK大阪ホール） - 医療ケースワーカー医局員・矢代役
- ナイスコンプレックスプロデュース#5「12人の怒れる男」（2020年7月 - 8月、博品館劇場、ABCホール） - 陪審員2号 役
- 『殺陣とダンスで織りなすエンターテインメント時代劇「織姫と彦星～幕末英雄伝～」』（2020年1月23日 - 26日） - 彦星 役
- 極上文學 第14弾 「桜の森の満開の下 孤独」（2019年12月、新宿FACE） - 具現師
- 第13回　Milky Way,Faraway～七夕伝説異聞～（2019年7月25日 - 28日、萬劇場） - アルタイル 役
- 手塚治虫 生誕90周年記念 原作:手塚治虫「ダスト8」より「悪魔と天使」（2019年1月 - 3月、KAAT神奈川芸術劇場、梅田芸術劇場、御園座） - 上島、岡田、キキモラ 役
- LIBERALプロデュース公演第6回「家鴨の湯」（2018年12月27日 - 30日、萬劇場） - 烏野慎太 役(キャストB)
- TEAM快賊船 CINEMA LIVE Vol.46「THE TRUTH OF PALM」（2018年10月31日 - 11月4日、花まる学習会王子小劇場）
- 極上文學 第12弾「風の又三郎・よだかの星」（2018年3月、紀伊國屋ホール) - 具現師
- 黒蜥蜴（2018年1月 - 2月、日生劇場、梅田芸術劇場) - 洗濯屋、アンサンブル
- PERSONA3 the Weird Masquerade第4弾「藍の誓約」 最終章「碧空の彼方へ」（2017年4月、シアターGロッソ） - PERFORMER
- ナイスコンプレックス N27「キスより素敵な手を繋ごう」（2017年2月、あうるすぽっと） - 今田聖弥 役
- 0 LIMIT第6回公演「愛愛愛の愛」（2017年2月、シアターグリーン BIG TREE THEATER）  - 林田雄二 役
- 極上文學第11弾「人間椅子・魔術師」（2016年11月 - 12月、スペース･ゼロ、近鉄アート館） - 具現師
- 音楽劇「ダニー・ボーイズ～いつも笑顔で歌を～」（2016年10月 - 11月、東京国際フォーラム ホールＣ） - ラリー・田中 役
- ナイスコンプレックス 本公演N25「かぜのゆくえ」（2016年8月、中野ザ・ポケット）  - キミオキクオ 役
- ひとりじゃできねぇもんシリーズ Wild「Silver Vine」BASEMENT MONSTAR王子（2016年4月）
- ナイスコンプレックス N24「キミが読む物語」（2016年2月、あうるすぽっと） - 伊藤雄哉 役
- JYUKAIDEN（2015年9月、明石スタジオ） - 雉音 役
- 大正浪漫探偵譚～東堂探偵事務所～（2015年6月、中野ザ・ポケット） - 田中羊太(めーた) 役

### 映画
- 空母いぶき (2019年) - 潜水艦「はやしお」ソナー員 鈴木学 役
- 日本芸術大学卒業制作映画「金魚sky」（2003年） - しんご 役

### ダンサー出演
- 植草克秀 presents HOTEL de SHOW＆TIME 大阪、京都、愛知、東京 (2022年11月)
- 錦織一清＆植草克秀 presents ふたりのSHOW＆TIME 『Song for You』 東京、大阪 (2022年10月、12月)
- KATSUHIDE UEKUSA SHOW＆TIME Moving On 東京、仙台、名古屋、大阪 (2022年5月)
- 私の企画～クリスマスパーティー～（2021年12月25日、NEPO吉祥寺）
- 私の企画2（2021年10月17日、30日、NEPO吉祥寺）
- Hibiya Festival オープニングショー (2018年4月)
- ツルノヒトコエ～Cheers to a great 2016!!～ (2016年3月）
- D23 EXPO JAPAN 2015（2015年11月）

### VP
- ケーズデンキ店内VP・ エアコン(うるるとさらら)・プラズマテレビ（2005年）